# Труро (Новая Шотландия)
Тру́ро (англ. Truro) — город в центральной части провинции Новая Шотландия (Канада). Труро — окружной центр графства Колчестер и находится на южной стороне поймы реки Сэлмон недалеко от устья реки в восточной оконечности залива Cobequid Bay. Население на 2011 год — 12 059 человек, вместе с пригородами — 22 777 человек, население агломерации — 45 888 человек.

## История
Название области, в которой находится Труро, на языке микмак, «Wagobagitik» означает «конец потока воды», был сокращён акадскими поселенцами до «Cobequid». Они появились в этой области в начале 1700-х годов и в 1727 году основали небольшую деревню недалеко от теперешнего города Труро, известную как «Vil Bois Brule» («Деревня в обгоревшем дереве»).
В XVIII веке данную область покинуло много франко-акадцев, до массовой депортации франо-акадцев в 1755 году, проведённой британцами.  Первое поселение в данной области было вторично основано в 1761 году пресвитерианами преимущественно шотландского происхождения из Северной Ирландии. Посёлок был назван в честь города Труро в Корнуолле, Великобритания.

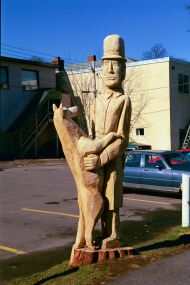
Скульптура из дерева Джона Фрейзера «Шеф полиции»

Первоначально посёлок представлял собой небольшое фермерское сообщество, но строительство железной дороги между городами Галифакс и Пикту в 1858 году, вызвало быстрый темп роста города, даже больший, чем когда железная дорога была соединена с центральной частью Канады в 1872 году и стала межконтинентальный железной дорогой. При межконтинентальной железной дороге, которая позже стала принадлежать Канадской Национальной Железнодорожной компании, было построено веерное депо и железнодорожный двор в Труро. Железная дорога стала неким инструментом по привлечению в город различных производств, таких как шерстяной завод в Труро (позже был назван Stanfield's) и различных учреждений, таких как провинциальная общая школа (позже — Колледж учителей в Новой Шотландии) и Сельскохозяйственный колледж в Новой Шотландии.
Город официально зарегистрирован в 1875 году. Многие деятели из прошлого Труро описаны в более чем 40 скульптурах, вырезанных из стволов деревьев, после того как город потерял большую часть своих вязов из-за голландской болезни вяза, занесённой в 1990-х годах. История города и прилегающих округов сохраняется в Колчестерском историческом музее (c. 1900-1901); а сам город находится в Канадском реестре исторических мест.

## Климат города
| Показатель                                                                         | Янв.  | Фев.  | Март  | Апр.  | Май  | Июнь | Июль | Авг. | Сен.  | Окт.  | Нояб. | Дек.  | Год    |
| ---------------------------------------------------------------------------------- | ----- | ----- | ----- | ----- | ---- | ---- | ---- | ---- | ----- | ----- | ----- | ----- | ------ |
| Абсолютный максимум, °C                                                            | 16,0  | 17,0  | 20,0  | 23,0  | 30,0 | 33,0 | 33,5 | 33,0 | 30,5  | 26,5  | 21,7  | 16,7  | 33,5   |
| Средний суточный максимум, °C                                                      | −1,5  | −1,2  | 3,1   | 8,8   | 15,6 | 20,7 | 24,1 | 23,5 | 19,2  | 12,9  | 7,0   | 1,3   | 11,1   |
| Средняя температура, °C                                                            | −6,9  | −6,5  | −1,8  | 3,9   | 9,8  | 14,7 | 18,4 | 17,8 | 13,4  | 7,7   | 2,8   | −3,5  | 5,8    |
| Средний суточный минимум, °C                                                       | −12,3 | −11,8 | −6,7  | −0,9  | 3,8  | 8,7  | 12,7 | 12,1 | 7,7   | 2,5   | −1,4  | −8,3  | 0,5    |
| Абсолютный минимум, °C                                                             | −32   | −34,4 | −27,9 | −15,6 | −6,4 | −2,8 | 2,8  | 0,0  | −3,3  | −10   | −16   | −32   | −34,4  |
| Норма осадков, мм                                                                  | 117,4 | 91,7  | 107,0 | 84,5  | 93,7 | 85,1 | 89,8 | 85,4 | 101,3 | 105,9 | 114,7 | 125,5 | 1202,1 |
| Источник: Canadian Climate Normals 1971–2000, Министерство окружающей среды Канады |       |       |       |       |      |      |      |      |       |       |       |       |        |

## Известные жители
- Крис Бёрли — канадский гимнаст.